# Zweckverband Brombachsee
Der Zweckverband Brombachsee  ist eine Körperschaft des öffentlichen Rechts mit Sitz in Ramsberg am Brombachsee, einem Ortsteil der Marktgemeinde Pleinfeld im mittelfränkischen Landkreis Weißenburg-Gunzenhausen. Aufgabe des Zweckverbands ist die Erschließung des Brombachsees, einem Stausee bestehend aus dem Großen Brombachsee und seinen beiden Vorsperren Kleiner Brombachsee und Igelsbachsee. Die Seen und deren Uferbereich sind Eigentum des Freistaates Bayern. Der Freistaat übertrug jedoch 1972 dem Zweckverband die Aufgabe, im Namen des Freistaates die Seen touristisch zu erschließen und ihre sachgerechte Nutzung zu gewährleisten.

## Gebiet
Dem Verband gehören der Regierungsbezirk Mittelfranken, die Landkreise Weißenburg-Gunzenhausen und Roth sowie die sechs Gemeinden Haundorf, Pfofeld, der Markt Pleinfeld, der Markt Absberg, die Stadt Gunzenhausen (alle Landkreis Weißenburg-Gunzenhausen) sowie die Stadt Spalt (Landkreis Roth) an.

## Aufgaben
Der Zweckverband Brombachsee erschließt die Seen touristisch und macht sie der Allgemeinheit zugänglich. Der Zweckverband ist entsprechend für Planung, Bau und Pflege von Straßen, Wegen und Parkflächen im Gebiet zuständig und übernimmt die Bauleitplanung bestimmter Bereiche der Anliegergemeinden. Der Zweckverband unterhält die Badestrände der fünf Seezentren, die Häfen von Ramsberg, Langlau, Enderndorf und Absberg, mehrere Bootsverleihstationen, Sanitäranlagen, Spielplätze, Grillplätze und  Kneipp-Anlagen sowie mehrere Gastronomiegebäude und einen Campingplatz in Langlau. Ferner ist sie für die Abwasserreinigung zuständig und betreibt hierzu die 1988 zusammen mit der Gemeinde Pleinfeld errichtete Kläranlage Brombachsee bei der Prexelmühle, die als Zentralkläranlage aller Gemeinden für eine Kapazität von 30.000 Einwohnern ausgelegt ist.